# Oldham
Oldham är en stad i England med 101 700 invånare (2016), beläget i det större distriktet Oldham med cirka 240 000 invånare (2022). Oldham ingår i Greater Manchester, men tillhörde förr det historiska grevskapet Lancashire.
Oldham Athletic är en fotbollsklubb i staden.
Oldham var på 1800-talet en textilindustristad men den industrin har ersatts med mer modern industri, exempelvis läkemedels- och livsmedelsindustri.